# Paliavana tenuiflora
Paliavana tenuiflora é uma espécie de planta do gênero Paliavana e da família Gesneriaceae. 

## Taxonomia
A espécie foi descrita em 1935 por Rudolf Mansfeld. 

## Forma de vida
É uma espécie rupícola e arbustiva. 

## Descrição
| Caule               | Caule                  |
| ------------------- | ---------------------- |
| folha na floração   | presente               |
| Folha               |                        |
| disposição da folha | oposta/3 verticilada   |
| lâmina              | elíptica               |
| ápice da lâmina     | agudo                  |
| base da lâmina      | cuneada                |
| margem da lâmina    | serreada               |
| Inflorescência      |                        |
| posição             | axilar                 |
| número de flores    | uniflora               |
| tipo                | cimosa                 |
| Flor                |                        |
| lacínia do cálice   | oval-lanceolada        |
| posição da lacínia  | reflexa                |
| cor                 | verde                  |
| corola              | campanulada            |
| cor da face externa | roxa                   |
| cor da face interna | pontuação(ões) vinácea |
| indumento           | pubérula               |
| Fruto               |                        |
| forma               | ovoide                 |
| lacínia             | persistente            |

## Conservação
A espécie faz parte da Lista Vermelha das espécies ameaçadas do estado do Espírito Santo, no sudeste do Brasil. A lista foi publicada em 13 de junho de 2005 por intermédio do decreto estadual nº 1.499-R. 

## Distribuição
A espécie é encontrada nos estados brasileiros de Alagoas, Bahia, Espírito Santo, Minas Gerais, Paraíba  e Pernambuco. 
Em termos ecológicos, é encontrada nos  domínios fitogeográficos de Caatinga e Mata Atlântica, em regiões com vegetação de vegetação sobre afloramentos rochosos.